# Revedin
I Revedin sono un'antica famiglia veneziana, che per lungo tempo conservò quelle tradizioni di attività  marittime che fece grande Venezia, ricoprendo in tempi diversi elevate cariche civiche e di Corporazioni.

## Storia
Intorno alla prima metà del 1600 abitavano a Venezia nella Parrocchia di San Paternian, dove rimasero a lungo.
Nel 1700 la famiglia fu insignita del titolo di Conte, trasmissibile a tutti i discendenti maschi con Decreto del Senato Veneto, per merito di Giacomo Baldissera, Console della Repubblica Veneta a Genova. Egli risolse un serio incidente diplomatico tra le due repubbliche, scongiurando gravi ed inevitabili conseguenze, grazie alla sua abile condotta. Come riconoscenza per i suoi meriti il Doge di Venezia accordò a lui, a suo padre, ai suoi fratelli e a tutti i discendenti maschi della famiglia in perpetuo il titolo di Conte e furono iscritti nel libro aureo dei Nobili Titolati della Repubblica Veneta.
La famiglia possedette ingenti beni immobili a Venezia, a Treviso, a Padova e vaste proprietà terriere nelle campagne circostanti. 
Nel 1827, in seguito all'acquisto del  vasto latifondo della Sammartina in provincia di Ferrara,  il  Conte Antonio Marino Revedin, già nominato nel 1808 dall'Imperatore Francesco d'Austria Cavaliere della Corona di Ferro, ricevette da papa Leone XII il titolo di  Marchese di San Martino, a dimostrazione delle sue molte benemerenze nel ferrarese

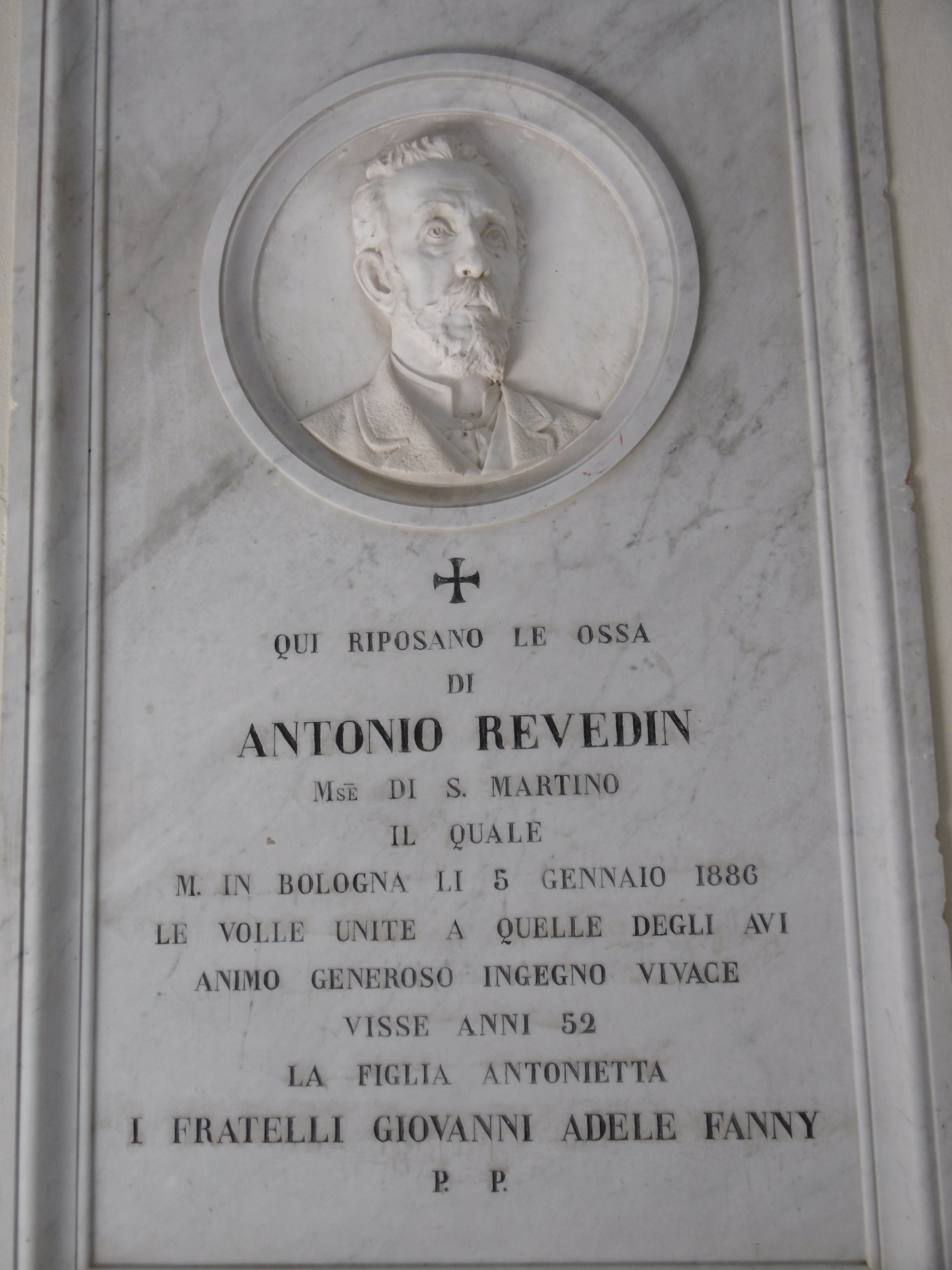
Tomba di Antonio Revedin Marchese di S. Martino
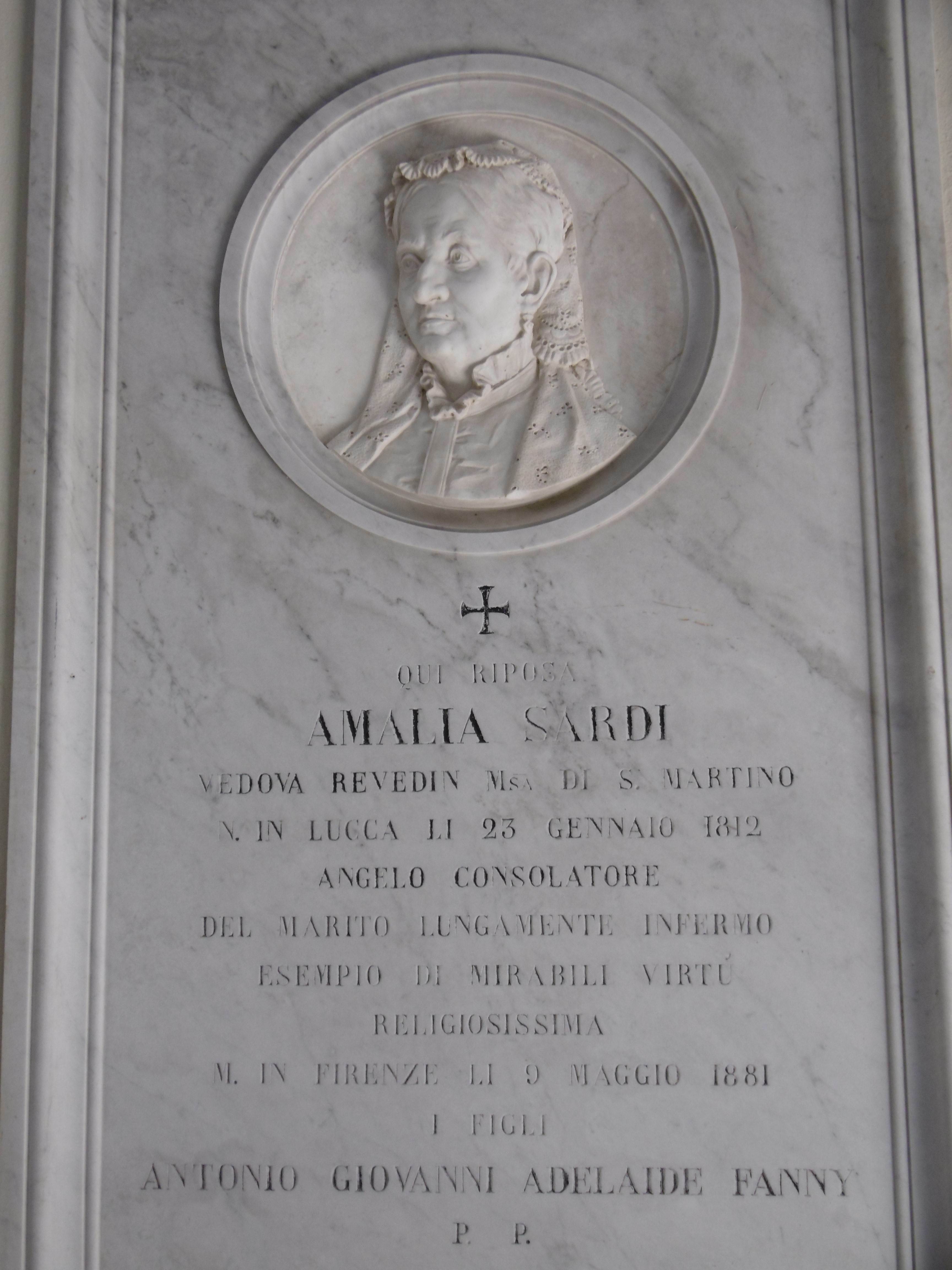
Tomba di Amalia Sardi vedova Revedin Marchesa di S. Martino
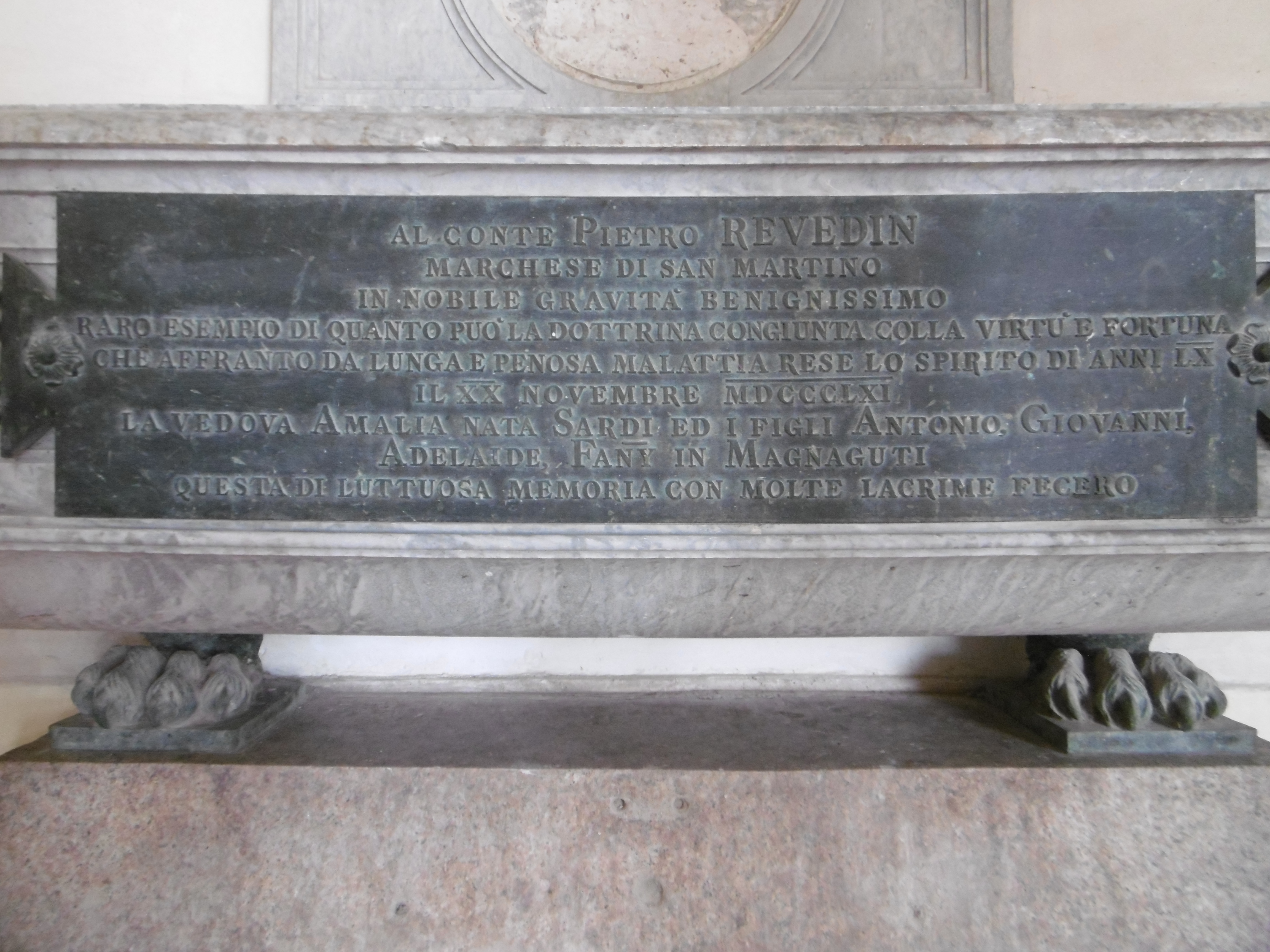
Tomba del Conte Pietro Revedin Marchese di S. Martino
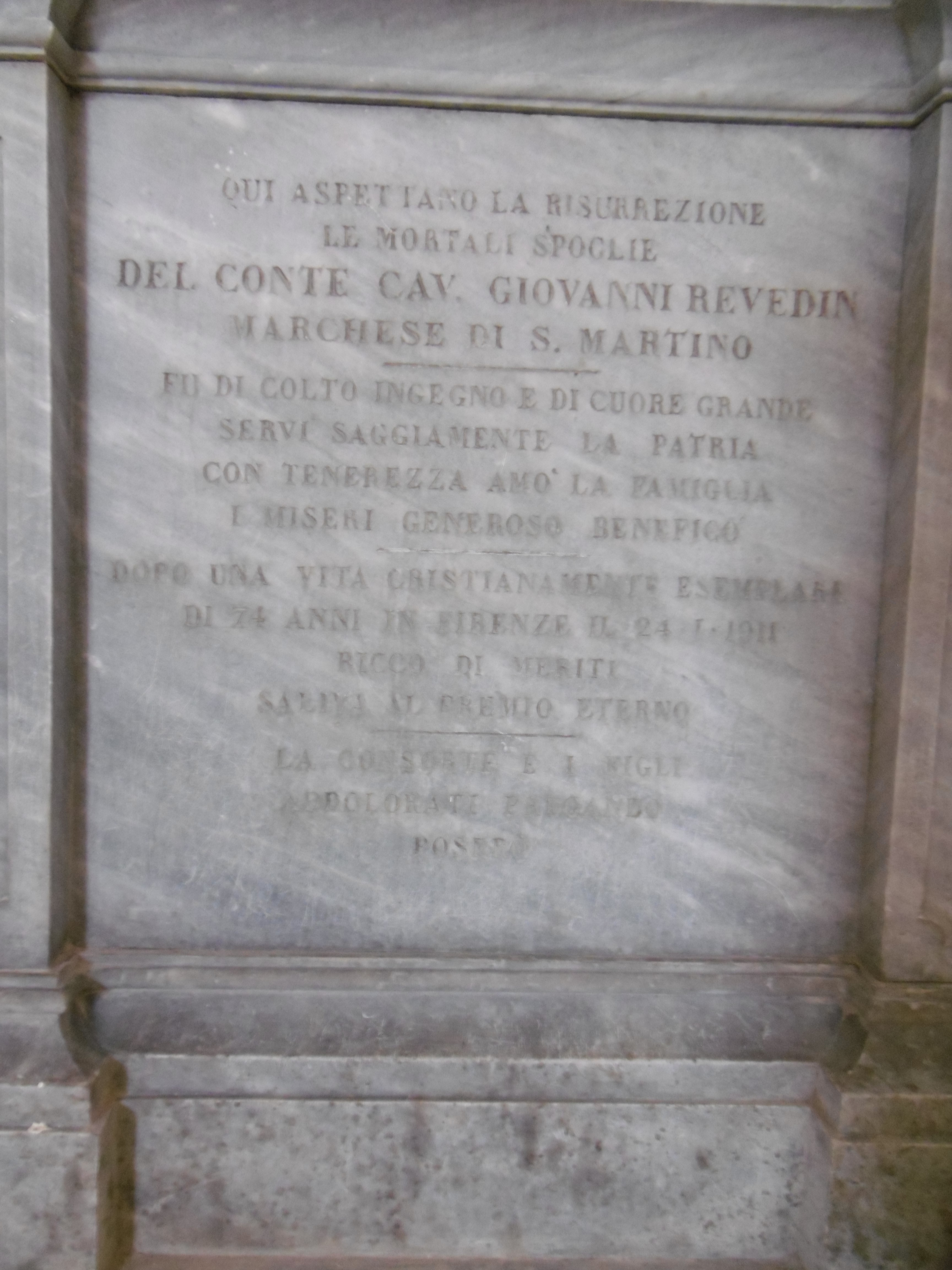
Tomba del Conte Cav. Giovanni Revedin Marchese di S. Martino
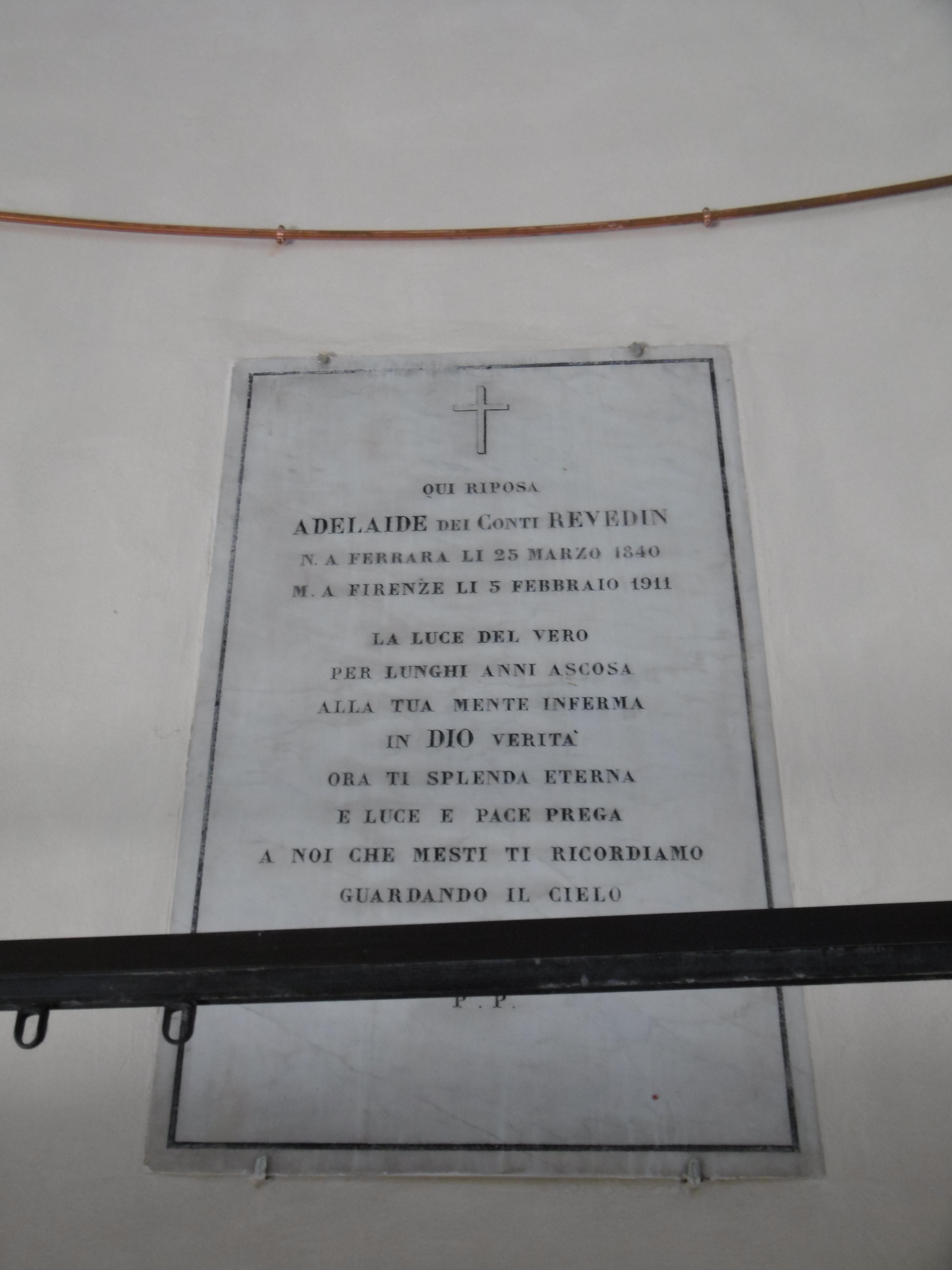
Tomba di Adelaide dei Conti Revedin
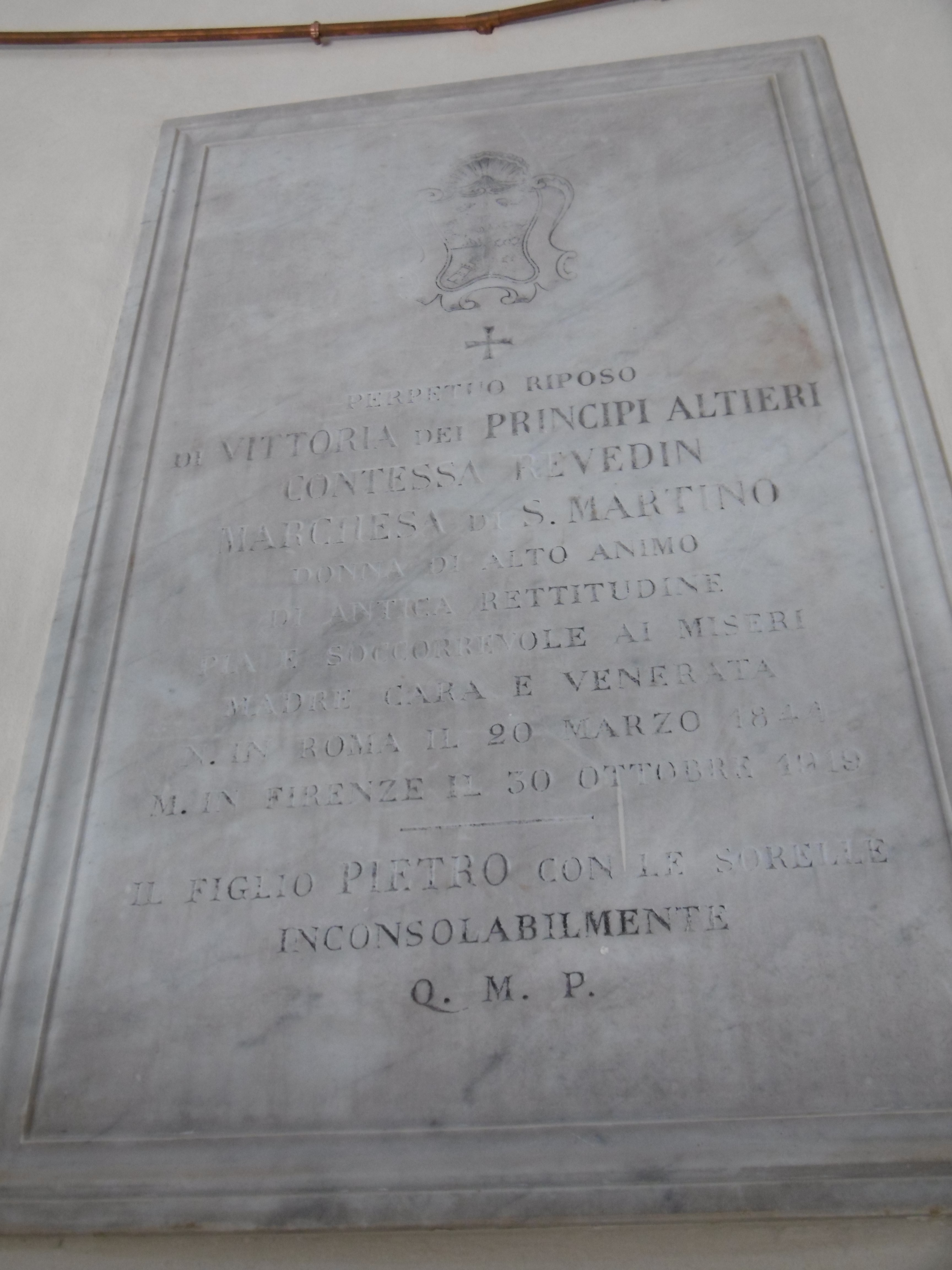
Tomba di Vittoria dei Principi Altieri Contessa Revedin Marchesa di S. Martino
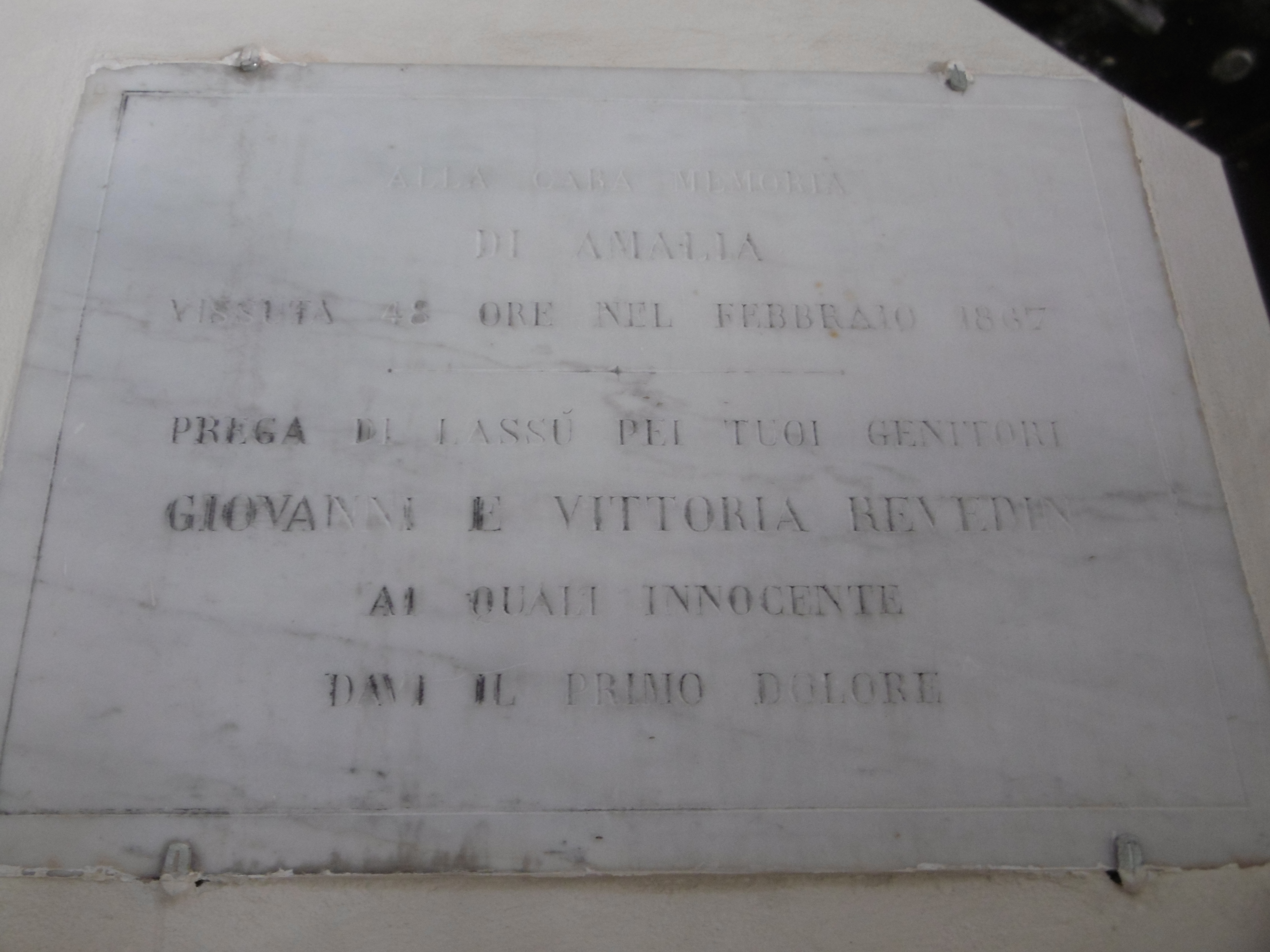
Tomba di Amalia Revedin

## Luoghi e architetture

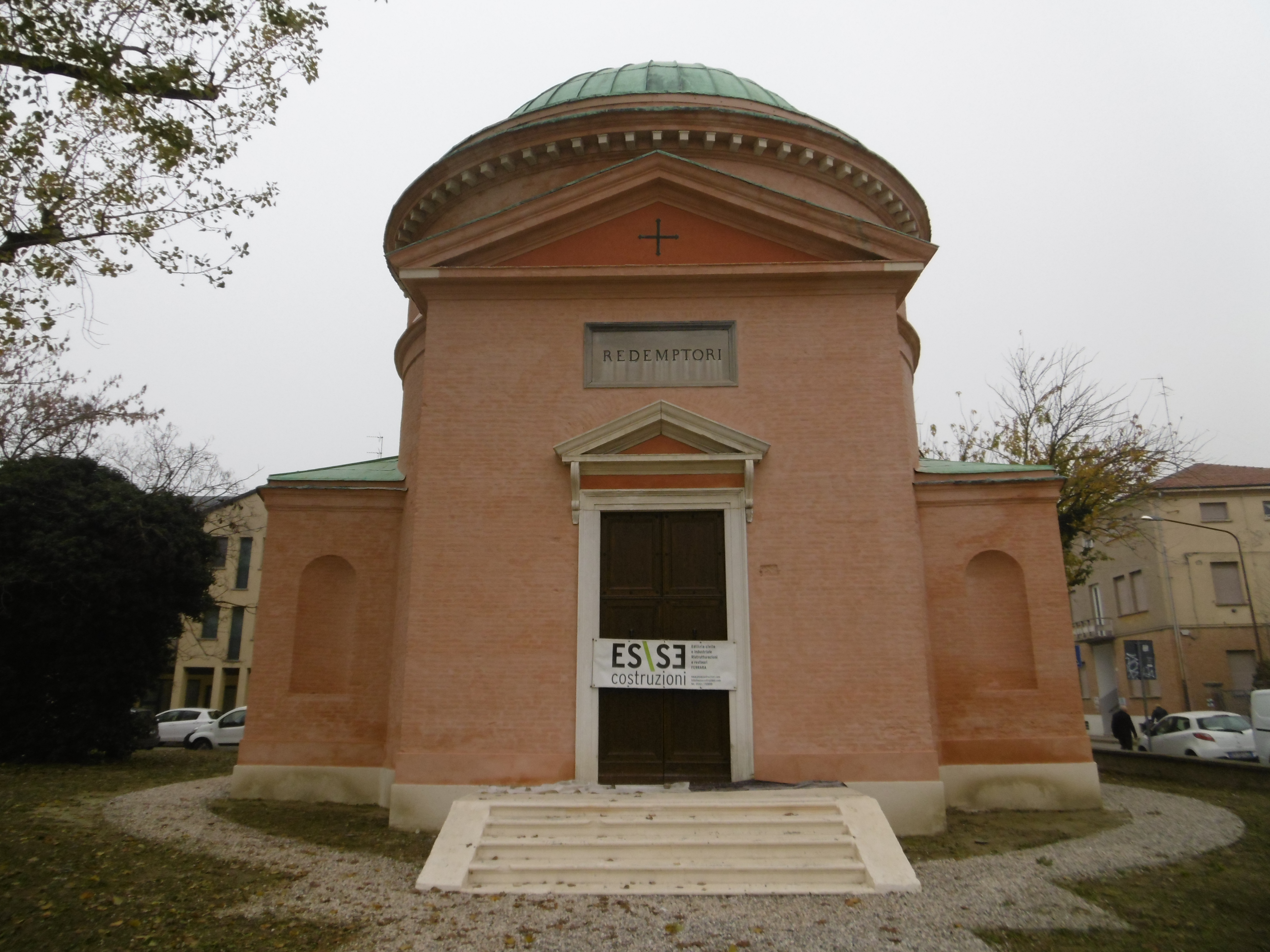
La Cappella Revedin

### Palazzi
- Palazzo Pisani Revedin a Venezia[1]
- Palazzo Trevisan Revedin Foscolo a Venezia
- Palazzo Sanudo Revedin a Venezia
- Palazzo Corner Mocenigo Revedin Keppler a Venezia
- Palazzo Revedin a Treviso

### Ville
- Villa Revedin Bolasco a Castelfranco Veneto (TV)
- Villa Revedin a Gorgo al Monticano (TV)[2]
- Villa Revedin a Oderzo (TV)
- Villa Giustinian, Corner, Revedin, Rinaldi, Ortica a Montebelluna (TV)[3]
- Villa Accenti, Ivancich, Revedin (Villa Salus) a Carpenedo (VE)
- Villa Revedin delle Magnolie a Bardolino (VR)
- Villa Revedin a Ferrara
- Villa Revedin a Bologna

### Chiese
- Cappella Revedin a Ferrara
- Chiesa parrocchiale dell'Assunzione di Maria Santissima a Chiesuol del Fosso (FE)